# Saint-Martin-de-Vers
Saint-Martin-de-Vers korábbi község Franciaországban, Lot megyében. Lakosainak száma 107 fő (2018. január 1.). Saint-Martin-de-Vers Cras, Lamothe-Cassel, Lauzès, Nadillac, Saint-Cernin, Saint-Sauveur-la-Vallée és Ussel községekkel határos.
2016. január 1-jén Saint-Cernin korábbi községgel egyesült és az így létrejött Les Pechs du Vers új község része lett.

## Népesség
A település népessége az elmúlt években az alábbi módon változott:
| Lakosok száma | 122  | 97   | 112  | 126  | 105  | 116  | 114  | 98   | 107  | 107  |
|               | 1962 | 1968 | 1982 | 1990 | 1999 | 2008 | 2011 | 2013 | 2017 | 2018 |